# Дануше Нерудова
Дануше Нерудова (4 січня 1979 , Брно ) — чеська економістка, викладачка, проректор (2014—2015), ректор (2015—2022) Університету імені Менделя. Кандидатка на посаду президента Чехії на виборах у січні 2023 року.

## Біографія
Народилася в сім'ї інженерів обчислювальної техніки Олдржиха та Дануші Песларових. Закінчила початкову та середню школу у Брно. Здобула вищу освіту в галузі економічної політики та управління на факультеті операційної економіки в Університеті імені Менделя. 2002 року отримала ступінь магістра. У 2005 році отримала ступінь доктора філософії після захисту дисертації на тему «Податкова гармонізація, координація та конкуренція у контексті єдиного внутрішнього ринку ЕС». У 2017 році стала професором.
З вересня 2007 року є головою інституту оподаткування та бухгалтерського обліку Університету імені Менделя. У період з 2009 по 2014 рік була заступником декана факультету, а в період з 2014 по 2015 рік була відповідальним проректором за стратегію, інтернаціоналізацію та IT-сферу. У своїй науковій роботі спеціалізувалася на питаннях податків та їх гармонізації з ЕС. Вона також займалася питаннями рівного становища чоловіків та жінок, довгострокової стійкої пенсійної системи та її фінансування. У 2017 році була обрана кандидатом на посаду ректора університету імені Менделя. У 2018 році була призначена ректором президентом Мілошем Земаном.

## Політична діяльність
У 2018 році була призначена головою Комісії із справедливих пенсій, яка була заснована міністром праці та соціальних справ Яною Малачовою. У квітні 2020 року заснувала громадянську ініціативу KoroNERV-20, метою якої було створити експертну платформу для формулювання рішення та способів швидкого подолання наслідків пандемії COVID-19 для чеського суспільства та економіки.

### Участь у президентських виборах
Наприкінці травня 2022 року оголосила про своє бажання взяти участь у виборах у січні 2023 року. Разом з цим розпочала збір підписів для реєстрації своєї кандидатури.

## Особисте життя
З 2002 року одружена з юристом Робертом Нерудою, адвокатом і співвласником адвокатського бюро «Havel & Partners», який у період із 2008 по 2010 рік був заступником глави Управління захисту конкуренції Чеської Республіки.
Має двох синів — Філіпа та Даніеля.